# Eberhard Erythropel
Eberhard Karl Leo Georg Erythropel (* 20. August 1862 in Clausthal; † nach 1935) war ein deutscher Gymnasiallehrer und -direktor.

## Leben
Eberhard Erythropel wurde in Clausthal im Harz geboren. Nach dem Besuch des dortigen Gymnasiums ging er 1877 an das Kaiser-Wilhelm-Gymnasium in Hannover, wo er 1881 die Reifeprüfung ablegte. Nach dem Wehrdienst studierte Erythropel Geschichte, Erdkunde, Alte Sprachen und Religion an den Universitäten Freiburg im Breisgau, Berlin und Marburg. 1887 erwarb er die facultas docendi. Nach einem Probejahr als Hilfslehrer am Andreas-Realgymnasium in Hildesheim lehrte er am Progymnasium mit Realschule (Höhere Bürgerschule) in Geestemünde und ging 1893 an die Städtische Realschule II in Hannover. 1897 wechselte er als Oberlehrer an das Städtische Lyzeum in Hannover und 1905 als Direktor an das Städtische Gymnasium nebst Realschule in Hameln. In dieser Zeit hielt er zu Bismarcks Geburtstag am 1. April 1910 eine Ansprache anlässlich der Einweihungsfeier des Bismarckturms auf der Knabenburg in Hameln. Ab 1911 war er am Städtischen Gymnasium und Realgymnasium zu Düsseldorf (ab 1918 Hindenburggymnasium) als Geheimer Studienrat und Oberstudiendirektor tätig. Er unterrichtete Geschichte, Erdkunde, Alte Sprache und Religion.
Nach seiner Pensionierung 1927 zog es Erythropel in den Harz zurück. Er ließ sich in Ballenstedt nieder, wo er in der Lindenallee 17a seinen Lebensabend verbrachte.

## Familie
Er heiratete Marie geborene Jüngst (* 1873). Aus der Ehe gingen ein Sohn und zwei Töchter hervor.

## Schriften (Auswahl)
- Beiträge zur Geschichte der Weserpolitik Bremens im 13. und 14. Jahrhundert. Beilage zum Osterprogramm der höheren Bürgerschule zu Geestemünde. Geestemünde 1892.
- Antrittsrede als Direktor. In: Schulprogramm Gymnasium Hameln. Niemeyer, Hameln 1906, S. 23–26.
- Über Selbsttätigkeit und Selbständigkeit der Schüler. In: Städtisches Gymnasium und Realgymnasium an der Klosterstraße zu Düsseldorf. Festschrift zur Feier des 75-jährigen Bestehens der Schule am 28. Mai 1913. Düsseldorf 1913, S. 107–124.
- Das 75jährige Jubiläum der Schule. In: Jahresbericht des Städtischen Gymnasiums und Realgymnasiums zu Düsseldorf. Düsseldorf 1914, S. 26–35.
- Goethe und sein Faust. Eine Laienbetrachtung. Düsseldorf 1915 (Digitalisat).
- Was unsere Feinde wollen und was wir tun? Regiments-Abend Tonhalle Düsseldorf, 29. Januar 1917. Ansprache. Düsseldorf 1917.

## Ehrungen
- 1912: Roter Adlerorden, IV. Klasse